# VSM Group
VSM Group Aktiebolag (Viking Sewing Machines) är en svensk tillverkare av symaskiner som säljs under namnet Husqvarna Viking samt Pfaff sedan 2000 och Singer 2006. VSM Group ingår numera i SVP Worldwide, som sedan juni 2021 ägs av amerikanska investmentbolaget Platinum Equity.
Företaget har sitt ursprung i Husqvarna. Sedan ungefär hundra år tillbaka tillverkade Husqvarna symaskiner, vilket man var störst på i Sverige. Symaskinsverksamheten såldes 1997 till riskkapitalbolaget Industri Kapital . Symaskinsbolaget hette Viking Sewing Machines (VSM Group) och produkterna såldes under det licensierade varumärket Husqvarna Viking. År 2006 köptes VSM Group upp av amerikanska Kohlberg & Co. och bytte namn till SVP Worldwide och tillverkningen flyttades till Kina. Varumärket lever dock vidare på importmaskiner.